# Òpiter Virgini Tricost (cònsol 502 aC)
Òpiter Virgini Tricost (llatí: Opiter Verginius Tricostus) va ser un magistrat romà que va viure als segles VI i V aC. Formava part de la família dels Tricost, una branca de l'antiga gens Virgínia.
Va ser elegit cònsol l'any 502 aC amb Espuri Cassi Viscel·lí. Va fer la guerra contra els auruncs i va conquerir Pometia. Per aquesta causa tant ell com el seu col·lega van obtenir els honors del triomf. Va morir l'any 486 aC en una guerra contra els volscs.